# Tuxentius melaena
Tuxentius melaena is een vlinder uit de familie van de Lycaenidae. De wetenschappelijke naam van de soort is, als Lycaena melaena, voor het eerst geldig gepubliceerd in 1887 door Roland Trimen.

## Kenmerken
De vlinder is zwart-wit gekleurd en de vleugelwijdte bij de mannelijke exemplaren varieert van 18 tot 22 millimeter. Bij de vrouwtjes is dit 22 tot 24 millimeter. 

## Verspreiding
De soort komt voor in Afrika, vanaf de Hoorn van Afrika naar het zuiden tot aan Kaap de Goede Hoop, in een brede strook langs de kust van de Indische Oceaan.

## Ondersoorten
- Tuxentius melaena melaena
- Tuxentius melaena griqua (Trimen, 1887)